# Pomeni imen asteroidov: 30001–31000
Pregled pomenov imen asteroidov (malih planetov) od številke 30001 do 31000, ki jim je Središče za male planete dodelilo številko in so pozneje dobili tudi uradno ime  v skladu z dogovorjenim načinom imenovanja. Pregled je preverjen z Schmadelovim “Slovarjem imen malih planetov” (“Dictionary of Minor Planet Names”). 
Pregled pojasnjuje izvor oziroma pomen imen asteroidov, ki ga je priznala Mednarodna astronomska zveza (IAU). Nekateri asteroidi imajo imajo dodatno pojasnilo o izvoru imena, ki pa vedno ni popolnoma zanesljivo (oznaka “†” ali “‡“). Pojasnilo o izvoru imena, ki je označeno z * je potrebno preveriti ali poiskati še v “Slovarju imen malih planetov”.
| Ime                   | Začasna oznaka | Izvor imena |
| 30101–30200           | 30101–30200    | 30101–30200 |
| 30201–30300           | 30201–30300    | 30201–30300 |
| --------------------- | -------------- | --- |
| 30252 Textorisová     | 2000 HE24      | Izabela Textorisová, slovaška botaničarka † Arhivirano 2010-09-01 na Wayback Machine. ‡ |
| 30253 Vítek           | 2000 HF24      | Antonín Vítek, češki biokemik, računalniški strokovnjak, pisatelj in popularizator vesolja v čeških sredstvih obveščanja † |
| 30301–30400           |                | |
| 30305 Severi          | 2000 JA        | Francesco Severi (1879 – 1961), italijanski matematik, zgodovinar, vzgojitelj in filozof † |
| 30306 Frigyesriesz    | 2000 JD        | Frigyes Riesz (1880 – 1956), madžarski matematik, starejši brat Marcela Riesza † Arhivirano 2004-11-17 na Wayback Machine. ‡ |
| 30307 Marcelriesz     | 2000 JE        | Marcel Riesz (1886 – 1969), na Madžarskem rojen švedski matematik † Arhivirano 2004-11-17 na Wayback Machine. ‡ |
| 30401–30500           |                | |
| 30417 Staudt          | 2000 LF        | Karl Georg Christian von Staudt (1798 – 1867), nemški matematik † |
| 30418 Jakobsteiner    | 2000 LG        | Jakob Steiner (1796 – 1863), švicarsko-nemški matematik † |
| 30439 Moe             | 2000 MB        | Moe Howard (Harry Moses Horwitz) (1897 – 1975), ameriški komedijant, vodja skupine komedijantov Trije lakaji (Three Stooges) † |
| 30440 Larry           | 2000 MG        | Larry Fine (Louis Feinberg) (1902 – 1975), ameriški komedijant, bil je dolgoletni član skupine Trije lakaji (Three Stooges) † |
| 30441 Curly           | 2000 MX        | Curly Howard (Jerome Horwitz) (1903 – 1952), ameriški komedijant, eden izmed članov skupine Trije lakaji (Three Stooges) † |
| 30443 Stieltjes       | 2000 NR        | Thomas Jan Stieltjes (1856 – 1894), nizozemski fizik in matematik † ‡ |
| 30444 Shemp           | 2000 NY1       | Shemp Howard (Samuel Horwitz) (1895 – 1955), ameriški komedijant, eden izmed članov skupine Trije lakaji (Three Stooges), ki se je pridružil skupini potem, ko je Curly Howard doživel možgansko kap †                               |
| 30445 Stirling        | 2000 NJ2       | James Stirling (1692 – 1770), škotski matematik † |
| 30501–30600           |                | |
| 30564 Olomouc         | 2001 OC77      | mesto Olomouc, starodavno mesto na Moravskem, Češka † |
| 30566 Stokes          | 2001 OO81      | George Stokes (1819 – 1903), irski matematik in fizik † |
| 30601–30700           |                | |
| 30698 Hippokoon       | 2299 T-3       | Hippokoon, v grški mitologiji je bil prijatelj kralja Resosa iz Trakije, zbudil ga je Apolon, ko so Odisej and Diomed ubijali Tračance (iz Iliade) †                                                                                 |
| 30701–30800           |                | |
| 30704 Phegeus         | 3250 T-3       | Phegeus, mitološki najstarejši sin Daresa, ki ga je usodno ranil Diomed med trojansko vojno † |
| 30705 Idaios          | 3365 T-3       | Idaios, mitološki najmlajši sin Daresa, (hefajstov svečenik) in glasnik kralja Priama, ki mu je povedal, da Paris in Menelaos želita pričeti z dvobojem †                                                                            |
| 30708 Echepolos       | 4101 T-3       | Echepolos, prvi mitološki junak velike bitke med Parisom in Menelaosom, ubil ga je Antiklej † |
| 30718 Records         | 1955 RB1       | Brenda Records, ameriška vodja urada Oddelka za astronomijo na Univerzi v Indiani, kjer je bil asteroid odkrit † |
| 30722 Biblioran       | 1978 RN5       | Knjižnica Ruske akademije znanosti (RAN) (Библиотекa (Российской) Академии Наук)) † ‡ Arhivirano 2008-06-03 na Wayback Machine. + |
| 30724 Peterburgtrista | 1978 SX2       | mesto Sankt Peterburg ob 300. obletnici leta 2003 † Arhivirano 2012-07-17 na Wayback Machine. ‡ |
| 30767 Chriskraft      | 1983 VQ1       | Christopher C. Kraft (rojen 1924), ki je nadziral izstrelitve raket in konstruiral vesoljske module Programa Mercury do Programa Apollo ‡                                                                                            |
| 30775 Lattu           | 1987 QX        | Kristan Rosemary Lattu, ameriški član (finskeg aizvora) tehničnega osebja pri JPL, specialist za vesoljsko sistemsko integracijo †                                                                                                   |
| 30778 Döblin          | 1987 SX10      | Alfred Döblin (1878 – 1957), nemški romanopisec, njegov najbolj znani roman je Berlin Alexanderplatz † |
| 30779 Sankt-Stephan   | 1987 UE1       | samostan Sankt-Stephan (Benediktinerkloster Sankt Stephan) v Augsburgu, Nemčija, kjer je bil benediktinski menih Father Gregor (Bernhard Helms) učitelj fizike in astronomije, zgradil je lastni observatorij in šolski planetarij † |
| 30785 Greeley         | 1988 PX        | Ronald Greeley, ameriški planetarni geolog † |
| 30786 Karkoschka      | 1988 QC        | Erich Karkoschka (rojen 1955), v nemčiji rojen ameriški astronom † |
| 30788 Angekauffmann   | 1988 RE3       | Angelica Kauffmann (1741 – 1807), švicarska slikarka † |
| 30798 Graubünden      | 1989 CR5       | kanton Graubünden (znan tudi kot Grisons, Grigioni, Grishun), največji kanton v Švici, kjer je tudi rojstni kraj Angelice Kauffmann †                                                                                                |
| 30801–30900           |                | |
| 30821 Chernetenko     | 1990 RR17      | Julija Andreevna Černetenko, ruska astronomka † |
| 30826 Coulomb         | 1990 TS1       | Charles-Augustin de Coulomb (1736 – 1806), francoski fizik, pisec knjige O elektriki in magnetizmu (Sur l'électricité et le magnétisme) †                                                                                            |
| 30828 Bethe           | 1990 TK4       | Hans Albrecht Bethe (1906 – 2005), nemški-ameriški fizik in dobitnik Nobelove nagrade † |
| 30830 Jahn            | 1990 TQ12      | Friedrich Ludwig Jahn (1778 – 1852), nemški vzgojitelj, pisatelj in "oče gimnastike" † |
| 30836 Schnittke       | 1991 AU2       | Alfred Garrijevič Šnitke (ruskog Альфре́д Га́рриевич Шни́тке) (1934 – 1998), ruski skladatelj, začetnik "polistilizma" † |
| 30837 Steinheil       | 1991 AW2       | Carl August von Steinheil (1801 – 1870), švicarsko-nemški fizik in optik † |
| 30840 Jackalice       | 1991 GC2       | Jack Newton (rojen 1950), kanadski astrofotograf in njegova žena Alice † |
| 30844 Hukeller        | 1991 KE        | Hans-Ulrich Keller, nemški astronom † ‡ |
| 30850 Vonsiemens      | 1991 TN2       | Ernst Werner von Siemens (1816 – 1892), nemški izumitelj in industrialec, izumitelj dinama in začetnik elektrotehnike † |
| 30852 Debye           | 1991 TR6       | Peter Joseph William Debye (1884 – 1966), na Nizozemskem rojen ameriški strokovnjak za fizikalno kemijo † ‡ |
| 30857 Parsec          | 1991 YY        | prvih pet številk v razdalji enega parseka (v metrih) † |
| 30879 Hiroshikanai    | 1992 KF        | Hiroshi Kanai, japonski fotograf, predsednik japonskega Minox kluba (Minox Club of Japan) (1969–2005) † |
| 30883 de Broglie      | 1992 SW16      | Louis-Victor Pierre Raymond de Broglie (1892 – 1987), francoski fizik in dobitnik Nobelove nagrade † |
| 30901–31000           |                | |
| 30917 Moehorgan       | 1993 HV1       | Maureen "Moe" A. Horgan, ameriški igralec na trombon, dirigent in učitelj † |
| 30933 Grillparzer     | 1993 UW8       | Franz Grillparzer (1791 – 1872), avstrijski dramatski pesnik † |
| 30934 Bakerhansen     | 1993 WH        | Lonny Baker in Todd Hansen, ameriška vesoljska navdušenca (Baker prostovoljni vodja Planetarne družbe (Planetary Society ), Hansen je napisal Globoko nebo in druga čudesa [Deep Sky and other Enthusiasms] ) †                      |
| 30935 Davasobel       | 1994 AK1       | Dava Sobel, ameriški pisatelj † |
| 30963 Mount Banzan    | 1994 WO3       | gora Mount Banzan, Japonska, ob njenem vznožju je Astronomski observatorij Sendai (Ayashi Station) † |
| 31000 Rockchic        | 1995 VV        | vzdevek Gaila Swansona, ameriškega pevca in pisca besedil † |

| Predhodnik: 29001–30000 | Pomeni imen asteroidov Seznam asteroidov (30001-30250) Seznam asteroidov (30251-30500) Seznam asteroidov (30501-30750) Seznam asteroidov (30751-31000) | Naslednik: 31001–32000 |